# Морозівка (зупинний пункт)
Морóзівка — пасажирський залізничний зупинний пункт Знам'янської дирекції Одеської залізниці на лінії Знам'янка — Користівка між станцією Пантаївка (4 км) та зупинним пунктом Аліївка (7 км). Розташований між селами Веселе та Новоселівка Олександрійського району Кіровоградської області.

## Пасажирське сполучення
На зупинному пункті Морозівка зупиняються приміські поїзди.
| № поїзду | Маршрут слідування                      | Курсування |
| -------- | --------------------------------------- | ---------- |
| 6002     | Знам'янка-Пасажирська — П'ятихатки-Пас. | Щоденно    |
| 6663     | Кременчук — Знам'янка-Пасажирська       | Щоденно    |
| 6664     | Знам'янка-Пасажирська — Кременчук       | Щоденно    |
| 6001     | П'ятихатки-Пас. — Знам'янка-Пасажирська | Щоденно    |